# Relaciones México-Suazilandia
Las naciones de México y Suazilandia (Esuatini) establecieron relaciones diplomáticas en 1975. Ambas naciones son miembros de las Naciones Unidas.

## Historia
México y Suazilandia establecieron relaciones diplomáticas el 23 de diciembre de 1975. Los vínculos se han desarrollado principalmente en el marco de foros multilaterales. 
En noviembre de 2010, el gobierno de Suazilandia envió una delegación de trece miembros para asistir a la Conferencia de las Naciones Unidas sobre el Cambio Climático de 2010 en Cancún, México.
En diciembre de 2012, el Primer ministro de Suazilandia, Barnabas Sibusiso Dlamini, asistió a la Ceremonia de Transmisión del presidente mexicano, Enrique Peña Nieto, en representación del Rey Mswati III.
En mayo de 2013, el presidente del Instituto Nacional del Emprendedor, Enrique Jacob Rocha, llevó a cabo una visita de trabajo a Suazilandia, para promover la candidatura del Dr. Herminio Blanco a la Dirección General de la OMC, acompañado del Embajador de México en Sudáfrica, Héctor Valezzi. En esa ocasión, se reunieron con el Vice Primer Ministro Themba Masuku.
En mayo de 2017, el Rey Mswati III de Suazilandia, viajó a México con motivo de su participación en la 5a Plataforma Global para la Reducción del Riesgo de Desastres, que se celebró en Cancún.

## Misiones diplomáticas
- México está acreditado ante Suazilandia a través de su embajada en Pretoria, Sudáfrica.[4]
- Suazilandia está acreditado ante México a través de su Misión Permanente ante las Naciones Unidas en Nueva York, Estados Unidos.[5]